# Porzowo
Porzowo – wieś w Polsce położona w województwie mazowieckim, w powiecie pułtuskim, w gminie Gzy. Ma status sołectwa.
Wieś duchowna położona była w drugiej połowie XVI wieku w ziemi zakroczymskiej województwa mazowieckiego. W 1785 roku Porzewo wchodziło w skład klucza czarnostowskiego biskupstwa płockiego. W latach 1975–1998 miejscowość administracyjnie należała do województwa ciechanowskiego.